# Verena Flöck
Verena Flöck (* 29. Juni 1992 in Wien) ist eine österreichische Handballspielerin.
Verena Flöck spielte von 2001 bis 2005 bei WAT Fünfhaus (Wien), von 2005 bis 2011 bei Hypo Niederösterreich, wechselte dann zur 2. Mannschaft vom Thüringer HC, spielte von 2012 bis 2015 in Trier und ab 2015 wieder bei Hypo Niederösterreich. Im Sommer 2018 schloss sie sich UHC Stockerau an. Seit 2019 legt Flöck eine Handballpause ein.
Weiters spielt Flöck in der österreichischen Nationalmannschaft als Torfrau.
Flöck gewann im Jahre 2011 die Bronzemedaille bei der U-19-Europameisterschaft.